# Ferran Bono Ara
Ferran Bono Ara (València, 11 de desembre de 1969) és un periodista i polític valencià. Va ésser diputat al Congrés dels Diputats en la IX Legislatura (2008-2011).

## Biografia
Fill del polític i empresari Emèrit Bono i Martínez, és llicenciat en filologia hispànica i va obtenir el màster en periodisme que ofereix el periòdic El País amb la Universitat Autònoma de Madrid (UAM). Finalitzats els estudis s'incorpora com a redactor al mateix periòdic.
El 2008 s'incorpora com a independent a les llistes del PSPV-PSOE -partit on milita el seu pare- per a les eleccions generals espanyoles de 2008, candidatura que encapçala per València l'aleshores ministra María Teresa Fernández de la Vega. Bono aconsegueix l'acta de diputat al Congrés espanyol i treballa a la Comissió de Cultura com a vicepresident d'aquesta. Participà en el debat de la llei que permetia veure TV3 al País Valencià i juntament amb Joan Ridao (ERC), va acusar Francisco Camps de "persecució" dels repetidors que permetien veure TV3.